# Ingegneria gestionale dei progetti e delle infrastrutture
L'ingegneria gestionale dei progetti e delle infrastrutture è una branca dell'ingegneria gestionale finalizzata alla gestione del processo di progettazione, esecuzione, esercizio e manutenzione delle opere civili, con particolare attenzione all'aspetto economico-gestionale di tale processo.

## La figura professionale
Gli ingegneri gestionali dei progetti e delle infrastrutture sono qualificati per gestire il processo edilizio da un punto di vista economico ed organizzativo. Possiedono dunque una approfondita conoscenza di discipline quali la matematica, la fisica, l'informatica e la statistica oltre che, più in generale, di materie fondamentali sia nel ramo dell'ingegneria civile che dell'ingegneria gestionale.

## Gli sbocchi occupazionali
Una figura di questo tipo può trovare sbocchi occupazionali principalmente nell'ambito di imprese che operano nel settore dei servizi all'edilizia e della gestione di infrastrutture civili, enti pubblici o anche uffici pubblici atti a gestire e controllare i sistemi urbani e territoriali.